# G-Star
G-Star Raw, communément abrégée en G-Star, avant son internationalisation Gap Star, est une marque de vêtements créée en 1989, dont le siège social se situe à Amsterdam, aux Pays-Bas. La société possède des succursales en Europe, Asie, Australie et Amérique du Nord.
La branche principale de la marque est nommée « raw (« brut » en français). Elle s'inspire de tenues techniques et professionnelles : uniformes militaires, combinaisons de chefs de chantier offshore, panoplies de motards, habits de mineurs, etc. En janvier 2009, G-Star lance la gamme « correct line » (« ligne correcte » en français). Les habits sont en laine, cachemire, soie ou cuir et ne comportent pas de denim[réf. nécessaire]. 
En février 2016, Pharrell Williams devient copropriétaire de la marque. En août 2020, faute de trouver un repreneur, la filiale australienne de la marque ferme ses 57 enseignes sur tout le territoire.